# Vila Verde (São Tomé)
Vila Verde é uma aldeia de São Tomé e Príncipe, localiza-se no Distrito de Caué, ilha de São Tomé, próxima às localidades de Wily e de Santo António.